# Ergänzungsfach
Als Ergänzungsfach (ähnlich oder synonym: Erweiterungsfach beziehungsweise Beifach; kurz: EF, ErgF, ErwF respektive BF) wird ein ergänzendes oder erweiterndes Schul- oder Studienfach bezeichnet. Es wird nach dem Schweizer MAR (Maturitätsanerkennungsreglement) als ein Pflichtwahlfach (PWS, ähnlich: Wahlpflichtfach/WPK) am Gymnasium bezeichnet, welches sich von Kanton zu Kanton in Dauer und Stundenanzahl pro Woche unterscheiden kann.

Das Ergänzungsfach ist ein vertiefendes Fach, welches mit der neuen Maturitätsanerkennungsverordnung vom 15. Februar 1995 (MAV) anstelle der ehemaligen „Typen“ zusammen mit dem Schwerpunktfach ersetzte.

## Schule
Als Ergänzungsfach können von einer Schule folgende Fächer angeboten werden:
- Naturwissenschaften
  - Physik
  - Chemie
  - Biologie
  - Anwendungen der Mathematik
- Geistes- und Sozialwissenschaften
  - Geschichte (Historik)
  - Geografie
  - Philosophie
  - Religionslehre
  - Wirtschaft und Recht
  - Pädagogik und Psychologie
- Kunst
  - Bildnerisches Gestalten
  - Musik
- Sport
- Informatik

Abweichungen von Bestimmungen dieser Verordnung im Rahmen von Schulversuchen können bewilligt werden.

## Hochschule
Bei Lehramtsstudiengängen beispielsweise ist ein Ergänzungsfach respektive ein Erweiterungsfach ein Beifach, bei Schullehrern in der Regel das Drittfach. Meist ist dieses Fach ein „Nebenfach“ oder Ähnliches.